# Doormouse
Doormouse is een pseudoniem voor Dan Martin, een Amerikaans elektromuzikant, breakcore producent en dj. 
Hij kan beschouwd worden als de uitvinder van de Amerikaanse Midwest hardcore. In de jaren 90 begon Dan als dj te werken, om in 1997 Addict Records op te richten. Zijn stijl kenmerkt zich door obscure filmsamples, jungleritmes en hardcorebeats.